# Ninja to Koroshiya no Futarigurashi
Ninja to Koroshiya no Futarigurashi (忍者と殺し屋のふたりぐらし?), también conocida por su acrónimo NinKoro es una serie de manga japonesa de HundredBurger. Se publica en la revista de manga shōnen Comic Dengeki Daioh "g" de ASCII Media Works desde febrero de 2021 y se ha recopilado en cinco volúmenes tankōbon. Una adaptación televisiva de anime producida por Shaft se estrenó en abril de 2025 hasta junio del mismo año.

## Sinopsis
Una ninja llamada Satoko Kusagakure es convencida por su líder Kuro para escapar de su aldea con otros desertores. Sin embargo, sin dinero ni amigos en el mundo exterior, Satoko casi muere de hambre hasta que es salvada por otra chica llamada Konoha Koga, quien resulta ser una asesina. Las dos chicas rápidamente forman una alianza: Konoha ascenderá en el ranking hasta convertirse en una asesina de élite y defenderá a Satoko de otros ninjas que buscan dar caza a los desertores de la aldea. A cambio, Satoko usará su magia ninja para ayudar a ocultar las pruebas de la obra de Konoha y limpiar el apartamento de Konoha.

## Personajes
Satoko Kusagakure (草隠 さとこ Kusagakure Satoko?)
 Seiyū: Haruna Mikawa
Konoha Koga (古賀 このは Koga Konoha?)
 Seiyū: Kana Hanazawa
Marin Izutsumi (イヅツミマリン Izutsumi Marin?)
 Seiyū: Yū Serizawa
Kuro (黒?)
 Seiyū: Eri Kitamura
Yuriko (百合子?)
 Seiyū: Rumi Okubo
Roboko (ロボ子?)
 Seiyū: Haruna Mikawa

## Contenido de la obra

### Manga
Ninja to Koroshiya no Futarigurashi está escrita por HundredBurger y comenzó a serializarse en la revista de manga shōnen Comic Dengeki Daioh "g" de ASCII Media Works el 26 de febrero de 2021. Los capítulos de la serie se han compilado en cuatro volúmenes tankōbon a partir de abril de 2024.
| Volúmenes de manga publicados | Volúmenes de manga publicados | Volúmenes de manga publicados |
| Número                        | Fecha de lanzamiento          | ISBN                          |
| ----------------------------- | ----------------------------- | ----------------------------- |
| 1                             | 27 de enero de 2022           | ISBN 978-4-04-914191-7        |
| 2                             | 25 de noviembre de 2022       | ISBN 978-4-04-914737-7        |
| 3                             | 26 de julio de 2023           | ISBN 978-4-04-915164-0        |
| 4                             | 26 de abril de 2024           | ISBN 978-4-04-915713-0        |

### Anime
El 23 de abril de 2024 se anunció una adaptación al anime producida por Shaft. Más tarde se confirmó que era una serie de televisión dirigida por Yukihiro Miyamoto, con composición de serie del personal de Shaft bajo el seudónimo colectivo Fuyashi Tou, diseños de personajes de Kazuya Shiotsuki y música compuesta por Ryūnosuke Kasai. La serie se estrenó el 10 de abril de 2025 en AT-X y otros canales. El tema de apertura es "Yarenno? Endless" interpretado por Kana Hanazawa, mientras que el tema de cierre es "Ninkoro Dance" interpretado por HoneyWorks con HaKoniwalily. Crunchyroll obtuvo la licencia de la serie fuera de Asia. Tropics Entertainment obtuvo la licencia de la serie en el Sudeste Asiático.

## Recepción
La serie fue nominada a los octavos premios Next Manga Awards en 2022 en la categoría impresa.